# لوردوز
گودی کمر یا لوردوز (به فرانسوی: Lordose) یا لوردوسیس (به انگلیسی: Lordosis) اصطلاحی پزشکی است که انحنا به داخل در بخشی از ستون مهره‌های بدن (کمر و گردن) را توصیف می‌کند. این انحنا به صورت عادی به بدن انسان کمک می‌کند تا حجم بالای تودهٔ بدنی را بر روی بخش لگن خاصره) تحمل نماید و راه رفتن را آسان سازد. فرهنگستان زبان واژه «کاوپُشتی» را برای این واژه علمی انتخاب کرده است.
اصطلاح لوردوز به‌طور سنتی به عنوان وجود انحنای غیرطبیعی به سمت داخل در بخش دوم ستون فقرات کمری تعریف شده‌است. با این حال، این اصطلاح همچنین برای اشاره به انحنای طبیعی به سمت داخل ناحیه کمری و گردنی ستون فقرات انسان استفاده می‌شود. این نوع انحنا که طبیعی مربوط به تفاوت ضخامت در ستون مهره‌ها است عموماً بعد از سن بلوغ یا در میانه بیست‌سالگی نمایان می‌گردد.
به‌طور مشابه، کیفوز (گوژپشتی) سنتاً به خمیدگی غیرطبیعی روبه‌بیرون ستون مهره‌ها اشاره دارد، اما در عین حال، انحنای طبیعی به سمت بیرون (محدب) در نواحی قفسه سینه و خاجی را نیز کیفوز نامیده‌اند.
برای دقیق‌تر شدن اصطلاح لوردوز، امروزه به انحنای مقعر بیش از حد بخش کمر، هیپرلوردوز/هایپرلوردوسیس می‌گویند. هیپرلوردوز شرایطی است که در ان بخش کمری (لامبر) ستون مهره‌ها برای تحمل استرس و فشار بیش از حد به جلو خم می‌شود که این خم شدن باعث بروز قوس بیش از حد می‌گردد. این شرایط در رقصنده‌ها به وفور مشاهده می‌شود.
هیپرلوردوز معمولاً در اثر ضعف ماهیچه‌های مرتبط ایجاد می‌گردد و عموماً با ورزش‌های اصلاحی می‌توان این ناهنجاری را رفع کرد.

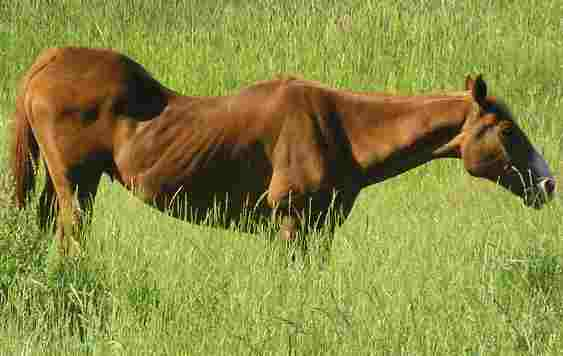
لوردوز شدید در یک اسب.

از علل این ناهنجاری می‌توان به سستی حالت‌گیری بدنی‎، بی‌نظمی توان و طول ماهیچه‌ای، سستی ماهیچه همسترینگ یا ضعف ماهیچه مازویی بزرگ (سوآس/سوئز بزرگ) نام برد. بیماری‌های ژنتیکی نظیر کوتولگی (اکندروپلازی)، عدم جایگیری صحیح مهره در بخش کمر (لغزش مهره)، پوکی استخوان، چاقی، گوژپشتی، دیسک ایتیس (تورم بیش از حد بخشی از ستون مهره‌ها در اثر عفونت) یا بیماری (EDS) انعطاف بیش از حد در محل بعضی از مفاصل) اشاره کرد.
به علاوه تنگی ماهیچه بین دو کتف و چربی در بخش شکم که سبب جلو افتادگی می‌شود، کمبود ویتامین دی، حاملگی و راشیتیسم نیز می‌تواند در بروز عارضه گودی بیش از حد کمر مؤثر باشد.

## هایپولوردوز
به عدم وجود میزان انحنای لازم در بخش کمر، هایپولوردوز کمری گفته می‌شود. این شرایط زمانی ایجاد می‌شود که فرد انحنای کمتری نسبت به حالت معمولی در بخش کمری نشان دهد. این عارضه سبب می‌شود که در فرد احتمال ابتلا به شرایطی که در ان آسیب دیدگی به بخش اعصاب ستون فقرات وارد می‌شود به‌طور چشمگیری افزایش یابد و از دلایل بروز ان می‌توان به عدم جایگیری مهره‌های بخش کمر در محل طبیعی اشاره کرد.

## تأثیر بر قد
در بسیاری از افراد حالت هیپرلوردوز تأثیر به‌سزایی در کاهش قد دارد و آخرین امار از کاهش یک تا شش سانتی‌متر قد فرد گزارش می‌دهد. دردهای شدیدی را می‌تواند در ناحیه کمر در صورت عدم رسیدگی و مراقبت، ایجاد کند. پرشدت‌ترین اثر می‌تواند برون‌ریزی یا آسیب‌دیدگی دیسک بین دو مهره در ناحیه تحت فشار در کمر فرد دارای این ناهنجاری را سبب شود.

## دلایل ایجاد گودی کمر

### ستون فقرات
فاکتورهای طبیعی که سبب می‌شود فرد در بخش کمر عدم انعطاف‌پذیری بیشتری را شاهد باشد.

## پاها
کوتاهی یکی از پاها سبب می‌شود تا عدم توازن و تعادل ناشی بر عضلات هیپ (سرینی) تأثیر بگذارد و خود به خود این ناهنجاری در بخش کمر شکل گیرد.

### بخش سُرینی
از مشکلات متداول در بخش سرین (باسن)، عدم انعطاف عضلات جمع‌کننده هست که می‌تواند برای فیزیک بدنی ضعف به همراه بیاورد.

### ماهیچه‌ها
یک عامل بسیار مهم است و ان عدم توازن قدرت در ماهیچه‌های متقابل است. ضعفیف تر بودن ماهیچه‌های شکمی نسبت به همسترینگ و بخش کمر سبب حرکت لگن رو به پایین و نمایان شدن بیش از حد لوردوز می‌شود.

## تشخیص
تشخیص مقداردرجه و شدت این ناهنجاری می‌تواند بسیار مشکل باشد. شاید یکی از دلایل هم‌جوشی (فیوژن) مهره‌های L4 و L5 (مهره کمری چهار و پنج) یا L5 و S1 (مهره کمری پنج و مهره لگنی یک) باشد. اما برای شناخت به صورت دقیق باید اطلاعات پزشی شخص و ازمایش‌های فیزیکی و تصاویر ایکس ری (X Ray) توسط شخص متخصص بررسی گردد.

## درمان

### ورزش
بعضی تمرینات اصلاحی می‌توانند این شرایط را اصلاح کنند البته به شرط آنکه شخص کمتر بنشیند و به پشت بخوابد. از آنجایی که این ناهنجاری است و بیماری نیست پس درمان ان امکان‌پذیر و آسان‌تر می‌باشد. کشش عضلات پایین کمر، عضلات جمع‌کننده هیپ یا سرین و عضلات جهار سر ران‌ها، کشش ماهیچه‌های شکمی، همسترینگ و گلوت‌ها بسیار مهم است. مقاوم‌سازی سری ماهیچه‌های سرین معمولاً راه حل متداول تری برای برگشت کمر به حالت عادیست. از طریق تقویت ماهیچه‌های گلوت می‌توان چرخش رو به جلوی لگن را اصلاح کرد البته درد بین مفاصلی هیپ (سرینی) می‌تواند مانع انقباض عضلات گلوت گردد.
لوردوز یا گودی کمر می‌تواند با تقویت ماهیچه‌های دو سر و چهار سر ران‌ها نیز اصلاح گردد. تنها ماهیچه‌های ران می‌توانند حرکت رو به جلو یا عقب لگن را کنترل کنند چون آنها مسئول مستقیم خنثی‌سازی رشته‌فشارهای وارد شده از زمین به پاها هستند. ماهیچه‌های شکمی و ستون راست مهره ای بدن انسان در تحمل فشار وارده ناتوان است و تنها وظیفه خم و راست کردن بخش تنه را بر عهده دارند.
حرکت فیله کمر شاید بتواند به تقویت عضلات کمر در راستای بهبود فیزیک بدنی کمک کند. ددلیفت و پل کمری یا هر ورزش دیگری که بتواند عضلات بخش کمر را بدون دخالت عضلات جمع‌کننده ران تقویت کند می‌تواند مفید واقع گردد. از ورزش‌های شکمی و تحریک ماهیچه‌های مازویی (سوئز) و دیگر عضلات جمع‌کننده ران بای پرهیز شود.
تای چی و کمربندهای برس نیز می‌توانند در جهت تصحیح شرایط فیزیکی شما تغییر ایجاد کنند. به هر روی مراجعه به یک فیزیوتراپیست و بررسی دقیق درجه و شدت و عامل بروز و همچنین انتخاب روش درمان مناسب و ورزش‌های متناسب با شرایط فرد به شدت توصیه می‌گردد. دقت شود که این اطلاعات عمومی بوده و سلامت شما بسیار مهم است پس لطفاً بدون اطلاعات دقیق و کافی هیچ اقدامی در راستای خود درمانی صورت ندهید.